# Francisco de Orellana
Francisco de Orellana (Trujillo, Extremadura; 1511 – c. entre o rio Amazonas e Orinoco?, novembro de 1546) foi um explorador, conquistador e corregedor espanhol na época da colonização hispânica na América. Participou da conquista do Império Inca e, posteriormente, da descoberta do Rio Amazonas. Foi nomeado governador em várias cidades, também foi considerado um dos mais ricos conquistadores de sua época. Em 1535, participou da pacificação e fundação de Portoviejo, onde ocupou os cargos de terceiro tenente, prefeito comum e vice-governador. Em 1537 refundou a cidade de Guayaquil, realojada por diferentes colonos espanhóis. No ano seguinte, recebeu o título de vice-governador de Guayaquil. Depois de terminar a reconstrução da cidade, partiu para Quito e, juntamente com Gonzalo Pizarro, organizou uma expedição que terminaria com a descoberta do grande rio. Depois de sobreviver à viagem pelo rio, partiu de volta à Espanha onde foi acusado de traição por acusações de Pizarro. Após ser absolvido organizou outra expedição, mas não obteve sucessos. Por esta razão, se dedicou à pirataria e voltou para o rio Amazonas, onde juntamente com a maioria de sua tripulação, morreu sem uma localização específica ao longo da foz do rio.

## Biografia
Francisco de Orellana nasceu em Trujillo em 1511, era um amigo (possivelmente um parente, os relatos de alguns historiadores falam de primo) da família de Francisco Pizarro. Viajou para o Novo Mundo muito jovem (1527), serviu na Nicarágua, teve êxito ao reforçar o exército de Pizarro no Peru (1535) e o serviu em várias campanhas, uma das quais perdeu um olho. Durante a guerra civil entre os conquistadores no Peru, alinhou-se com os Pizarros e foi enviado por Francisco Pizarro para comandar uma coluna em Lima em auxílio de Hernando Pizarro. Em 1538 foi nomeado governador da província de La Culata, na costa do atual Equador, onde reconstruiu e repovoou Santiago de Guayaquil, após a destruição provocada por nativos revoltosos. Santiago de Guayaquil foi anteriormente colonizada por Pizarro e repovoado por Belalcázar.

## Passagem pelo Equador

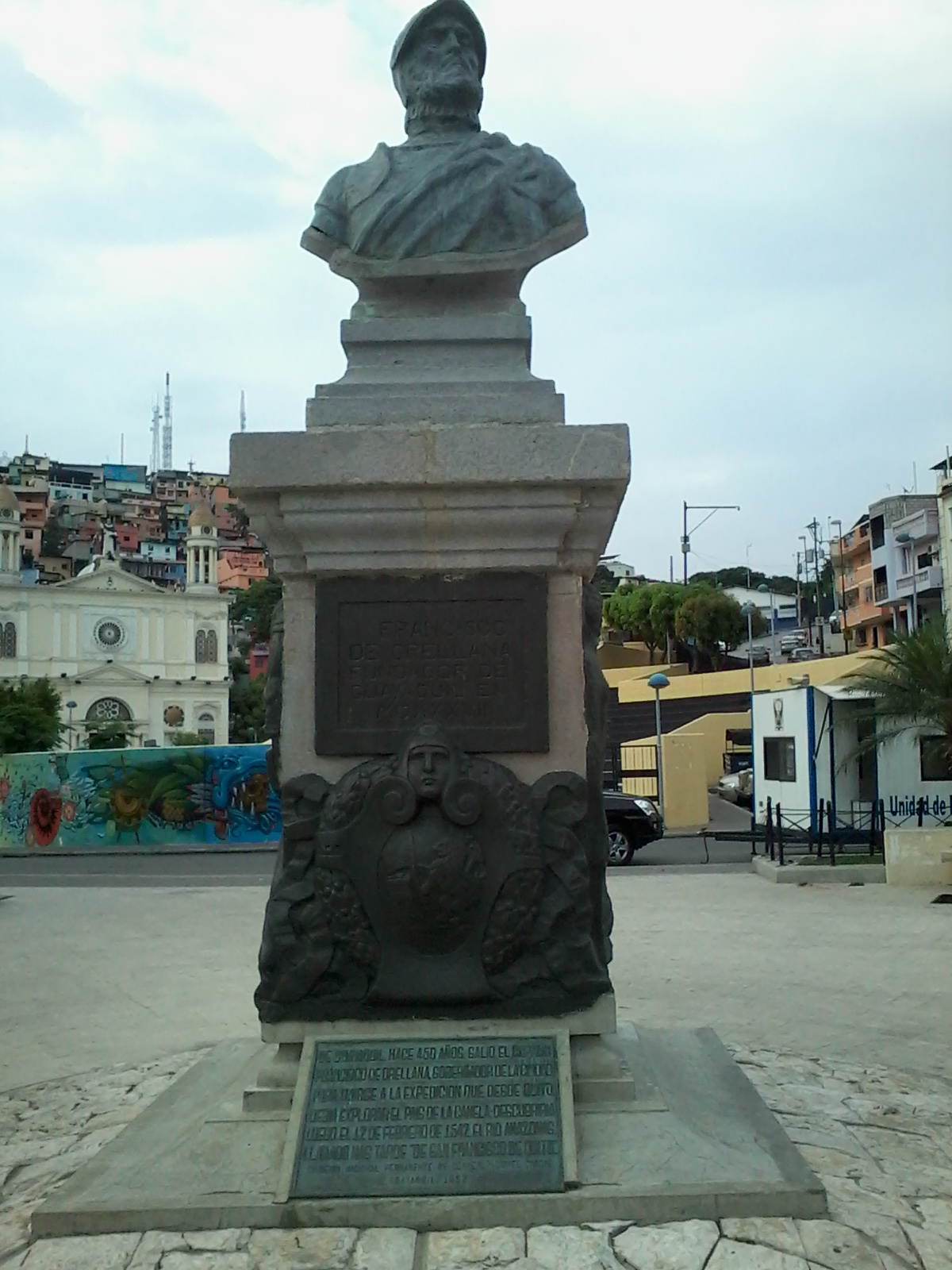
Busto de Francisco de Orellana em Guayaquil, Equador.

Em 1540, Gonzalo Pizarro chegou a Quito como governador e foi comissionado por Francisco Pizarro para organizar uma expedição para o leste, em busca do “País de la Canela”. Orellana soube da expedição organizada pelos irmãos Pizarros e se juntou a ela. Em Quito, Gonzalo Pizarro reuniu uma força de 220 espanhóis e 4 mil índios, enquanto Orellana, segundo no comando, foi enviado para Guayaquil para recrutar mais tropas e obter cavalos. Pizarro deixou Quito em fevereiro de 1541, pouco antes de Orellana, que o deixou com 23 homens e alguns cavalos, ao se juntar a ele, Orellana não desistiu e o fez correr para se unir com a expedição principal, eventualmente, ao contatar no vale de Zumaco, perto de Quito em março de 1541. Foi o terceiro tenente do Governador de Portoviejo depois de ter assistido a sua pacificação e fundação, onde perdeu um olho em uma das batalhas nas proximidades da atual costa equatoriana, além de ser um dos primeiros moradores famosos de Portoviejo.

## Exploração do Rio Amazonas

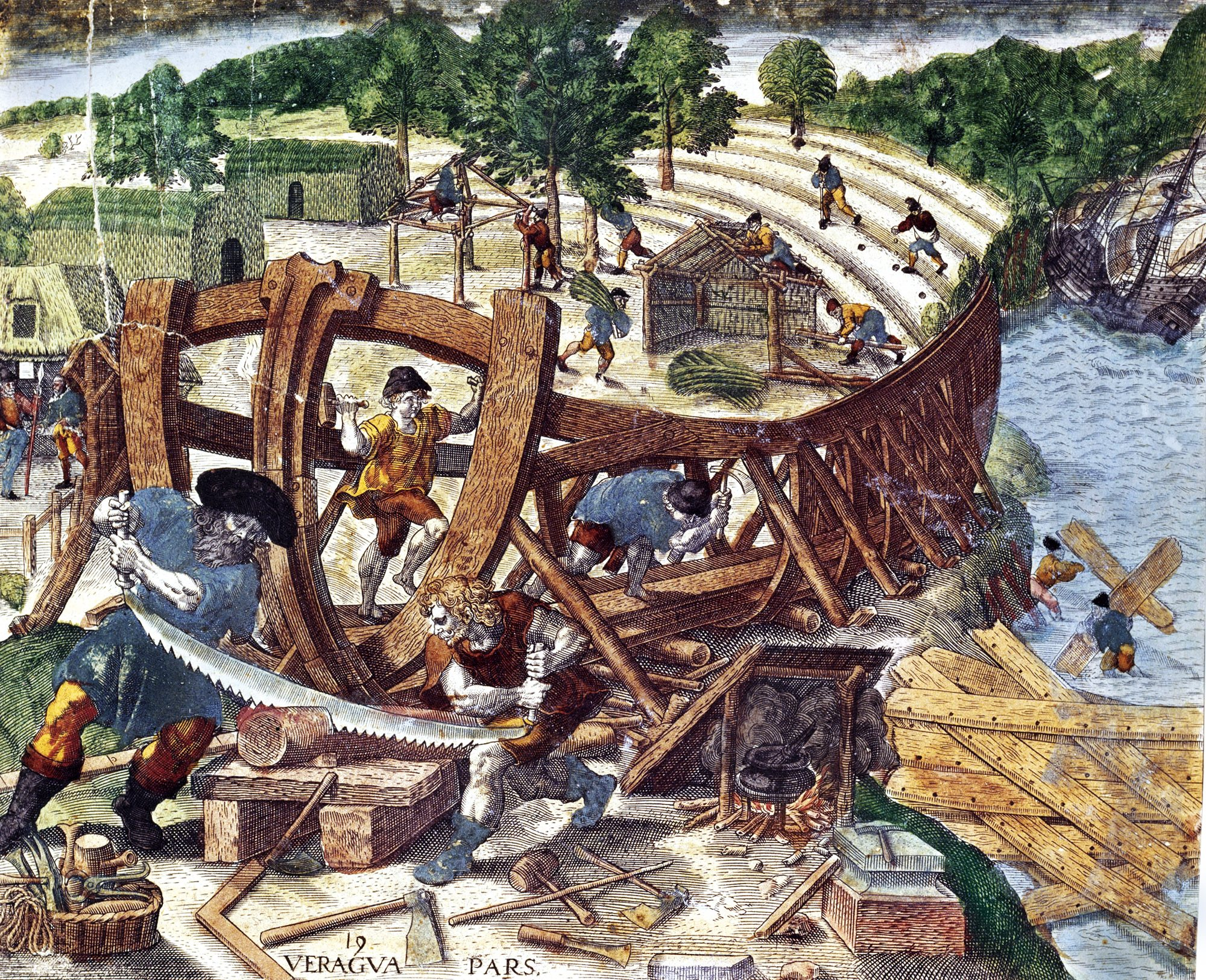
Homens da expedição de Francisco de Orellana construindo um pequeno bergantim, o "San Pedro", para ser usado na busca por comida.

A expedição cruzou os Andes depois de um ano, na ausência de resultados da busca, Gonzalo Pizarro e Orellana construíram um bergantim, o San Pedro, para transportar os feridos e os suprimentos, e seguiu os cursos dos rios Coca e Napo até a confluência deste com o Aguarico e o Curaray, onde não tinham provisões. À altura, haviam perdido 140 dos 220 espanhóis e 3 mil dos 4 mil índios que compunham a expedição. Houve acordo então (circa, 22 de fevereiro de 1542) que Orellana continuaria no navio em busca de comida a jusante. Estava acompanhado por cerca de cinquenta homens e incapaz de subir o rio, Orellana esperou por Pizarro tendo que finalmente ter enviado três homens com uma mensagem que o começara com a construção de um novo brigue, o Victoria. Enquanto isso, Gonzalo Pizarro retornou a Quito por uma rota mais ao norte, com apenas 80 homens, dos que permaneceram vivos. Orellana continuou rio abaixo. Depois de sete meses e uma jornada de 4 800 quilômetros, na qual navegou pelo rio Napo, o rio Trinidad (hoje rio Juruá), o rio Negro (batizado por Orellana) e o Amazonas até chegar à sua foz (circa, 26 de agosto de 1542), e de lá seguiu para Nueva Cádiz, na ilha de Cubagua (da atual Venezuela). O Victoria, tomado por Orellana e Carvajal, contornou a ilha de Trinidad para o sul e ficou encalhado no Golfo de Paria por sete dias, chegando finalmente a Cubagua em 11 de setembro de 1542. Foi nesse percurso da viagem ao longo do rio que o rio Amazonas adquiriu seu primeiro nome, “Río de Orellana” e, posteriormente, os relatos afirmaram que a expedição foi supostamente atacada por uma tribo composta de índios com fisionomias semelhantes às mulheres, dando o relato semelhanças às Amazonas da mitologia grega, mas documentos históricos apontam que a guarda simplesmente havia lutado contra guerreiros indígenas de cabelos longos (relato de alguns historiadores). No entanto, as crônicas do padre Gaspar de Carvajal, cronista de Orellana, deixam muito claro que os índios que lutaram contra eles eram liderados por mulheres.

### Retorno à Espanha
De Cubagua, Orellana partiu para a Espanha. Após uma jornada difícil chegou primeiro a Portugal, onde o rei lhe ofereceu hospitalidade e até recebeu ofertas para retornar à Amazônia com uma expedição abundantemente provida sob a bandeira portuguesa. O Tratado de Tordesilhas havia colocado toda a extensão da Amazônia sob soberania espanhola, enquanto os portugueses consideravam a costa brasileira como sua propriedade. Orellana continuou para Valladolid (cca, maio de 1543) com a esperança de obter as reivindicações castelhanas sobre toda a bacia amazônica. Uma vez em tribunal, e após nove meses de negociações, Carlos I nomeou-o governador das terras que havia descoberto, batizada de Nueva Castilla (18 de fevereiro de 1544). As capitulações permitiram-lhe explorar e colonizar parte de Nueva Castilla com nada menos que 200 soldados de infantaria, 100 cavaleiros e o material para construir dois barcos fluviais. Os preparativos se alargaram devido à falta de fundos. Finalmente, graças ao financiamento de Cosmo de Chaves, padrasto de Orellana, a expedição pôde partir. Pouco antes Orellana se casa com Ana de Ayala, uma jovem de origem humilde que a acompanhara em sua nova jornada.

### Segunda viagem ao Novo Mundo
Ao partir de Cádiz, esteve parado em Sanlúcar de Barrameda, pois uma grande parte de sua expedição era composta por não castelhanos. Ao final (11 de maio de 1545), e escondido em um de seus barcos, navega sub-repticiamente de Sanlúcar com quatro navios. Um se perde antes de chegar às ilhas de Cabo Verde, outro durante a travessia e um terço da tripulação o abandona ao chegar à foz do rio Amazonas. Relatos conflitantes apontam que o desembarque ocorre pouco antes do Natal de 1545 e Orellana percorre cerca de quinhentos quilômetros até perto do delta do rio Amazonas. Após o desmonte de um barco fluvial, cerca de 57 homens morreram famintos e o resto acampou numa ilha do delta entre índios amigáveis. Em dois barcos, Orellana e seu grupo partem em busca de mantimentos, além de tentar localizar a principal ramificação do rio, quando foram atacados por nativos. Dezessete morreram por causa das flechas venenosas, e o próprio Orellana falece pouco depois, em novembro de 1546. Quando os sobreviventes do segundo barco chegaram à Ilha Margarita, encontraram 25 companheiros, incluindo Diego Garcia de Paredes, tenente, explorador e expedicionário espanhol, e Ana de Ayala, que haviam chegado no quarto navio da frota original. Um total de 44 sobreviventes – de um total de 300 – foram finalmente resgatados por um navio espanhol. Muitos deles se estabeleceram na América Central, Peru e Chile, enquanto Ana de Ayala casou-se com outro sobrevivente, Juan de Peñalosa, com quem viveu até sua morte no Panamá.

## Mitos
Embora enigmática e fantástica, a expedição de Orellana até os dias de hoje é repleta de fantasias e mitos construídos em seu entorno, sendo motivo de muitas controvérsias e pesquisas forenses históricas, tornando-se objeto inicial de estudos sobre os povos amazônicos pré-colombianos. Muitos romancistas embarcaram nas fantasias sobre a expedição e criaram vários de seus verbetes literários. Entre os mitos mais comuns no Brasil, destaca-se a corruptela do mito tupi-guarani das índias icamiabas com associações à região da bacia amazônica; no entanto, muitos historiadores associam a descrição feita pelos espanhóis como uma confusão fisiológica e sendo moldada nas visões eurocêntricas dos povos ameríndios das Américas.

## Cultura popular
- A expedição foi contada algumas vezes no cinema, inspirou o filme alemão Aguirre, der Zorn Gottes ("Aguirre, cólera de deus"), em que relata com tom crítico as expedições hispânicas no Rio Amazonas; em 2008, o diretor estadunidense Steven Spielberg lançou o ultimo filme da saga Indiana Jones, Indiana Jones e o Reino da Caveira de Cristal, no qual citou Orellana em seu filme. Também diversos livros e romances foram inspirados e escritos baseados na expedição.